# Apteropeda
Apteropeda là một chi bọ cánh cứng trong họ Chrysomelidae.
Chi này được Stephens miêu tả khoa học năm 1839.

## Các loài
Các loài trong chi này gồm:
- Apteropeda globosa Illiger, 1794
- Apteropeda orbiculata Marsham, 1802
- Apteropeda ovulum Illiger, 1807
- Apteropeda splendida Allard, 1860